# Sint-Jorispoort (Dordrecht)
De Sint-Jorispoort was een stadspoort in de Zuid-Hollandse stad Dordrecht aan het eind van het Steegoversloot, bij de huidige Sint Jorisbrug. De oudste vermelding van de poort stamt uit 1450, toen deze de "poirt affter in stege over sloet" werd genoemd. De benaming Sint-Jorispoort is sinds 1553 bekend en verwijst naar de nabijgelegen Sint-Jorisdoelen in het Steegoversloot, waar een van de drie Dordtse schutterijen bijeenkwam. 
Nadat in 1597 de middeleeuwse poort was afgebroken, werd in 1605 een nieuwe poort gebouwd. In de 19e eeuw was de poort in gebruik als gevangenis bij het gerechtsgebouw, dat in de verbouwde Sint-Jorisdoelen was gevestigd. De poort is in 1866 gesloopt.

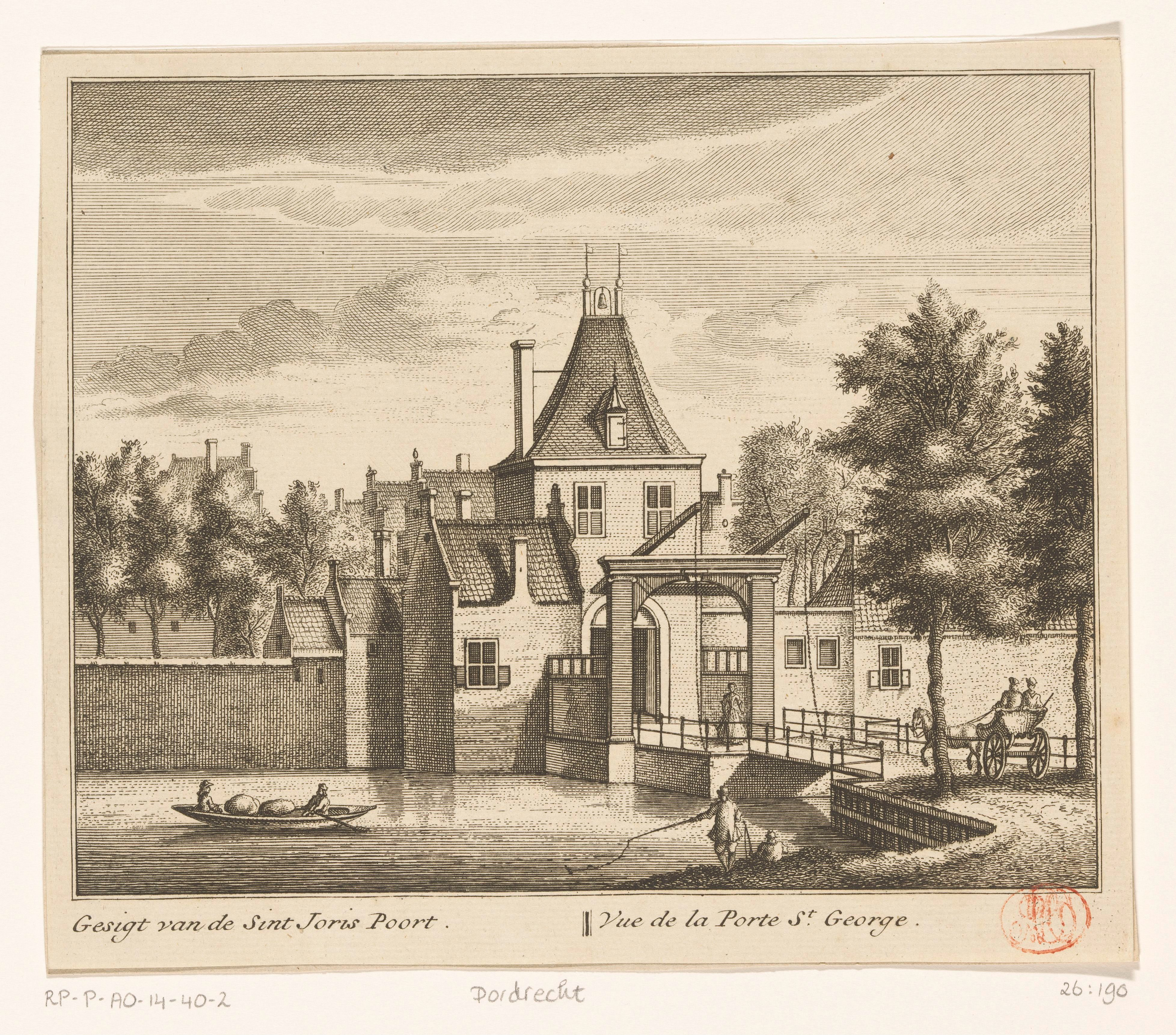
Leonard Schenk naar Abraham Rademaker, Gezicht op de Sint-Jorispoort met ophaalbrug, 1736, ets, Rijksmuseum Amsterdam
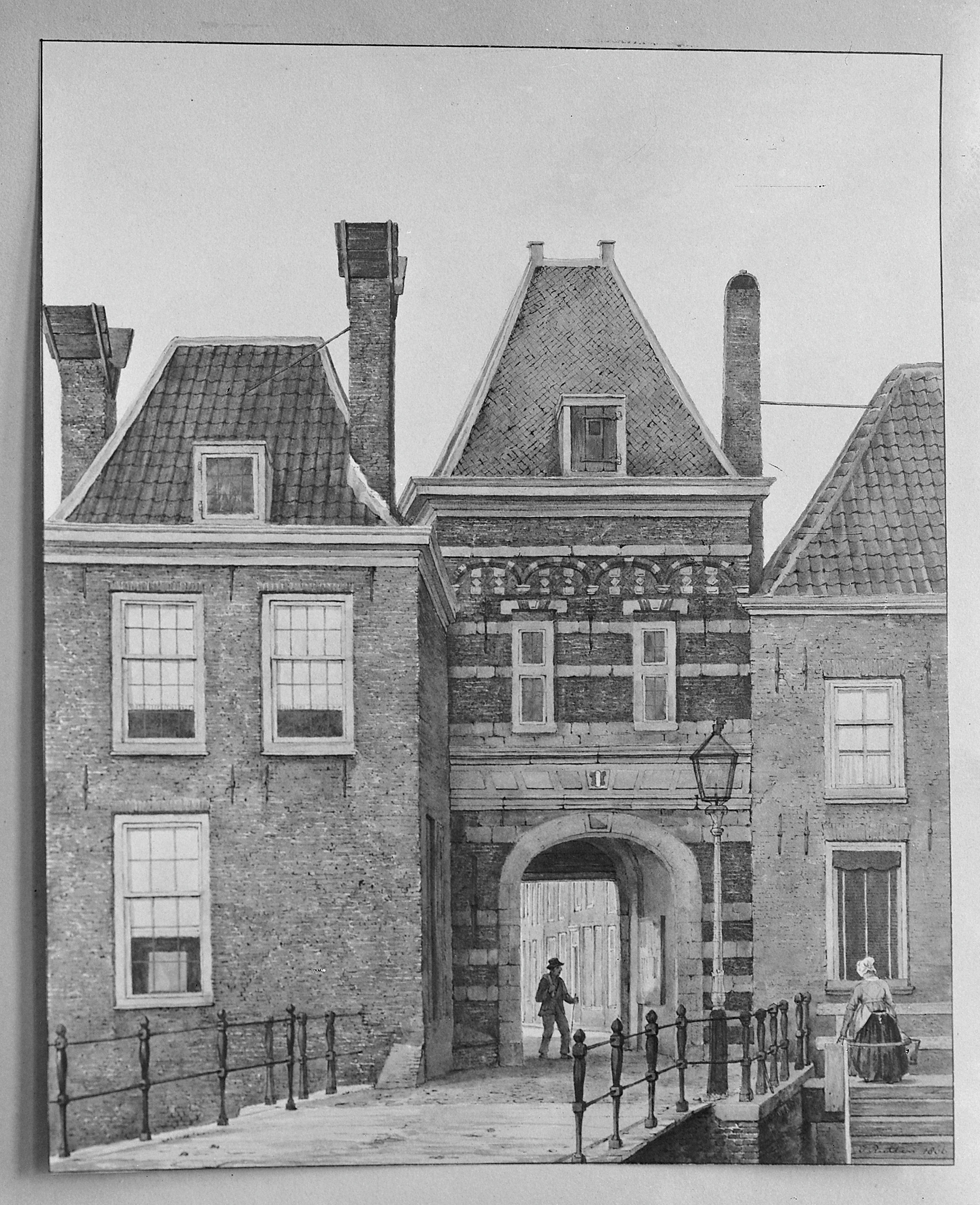
Sint-Jorispoort (buitenzijde), foto naar een tekening van Johannes Rutten, RCE
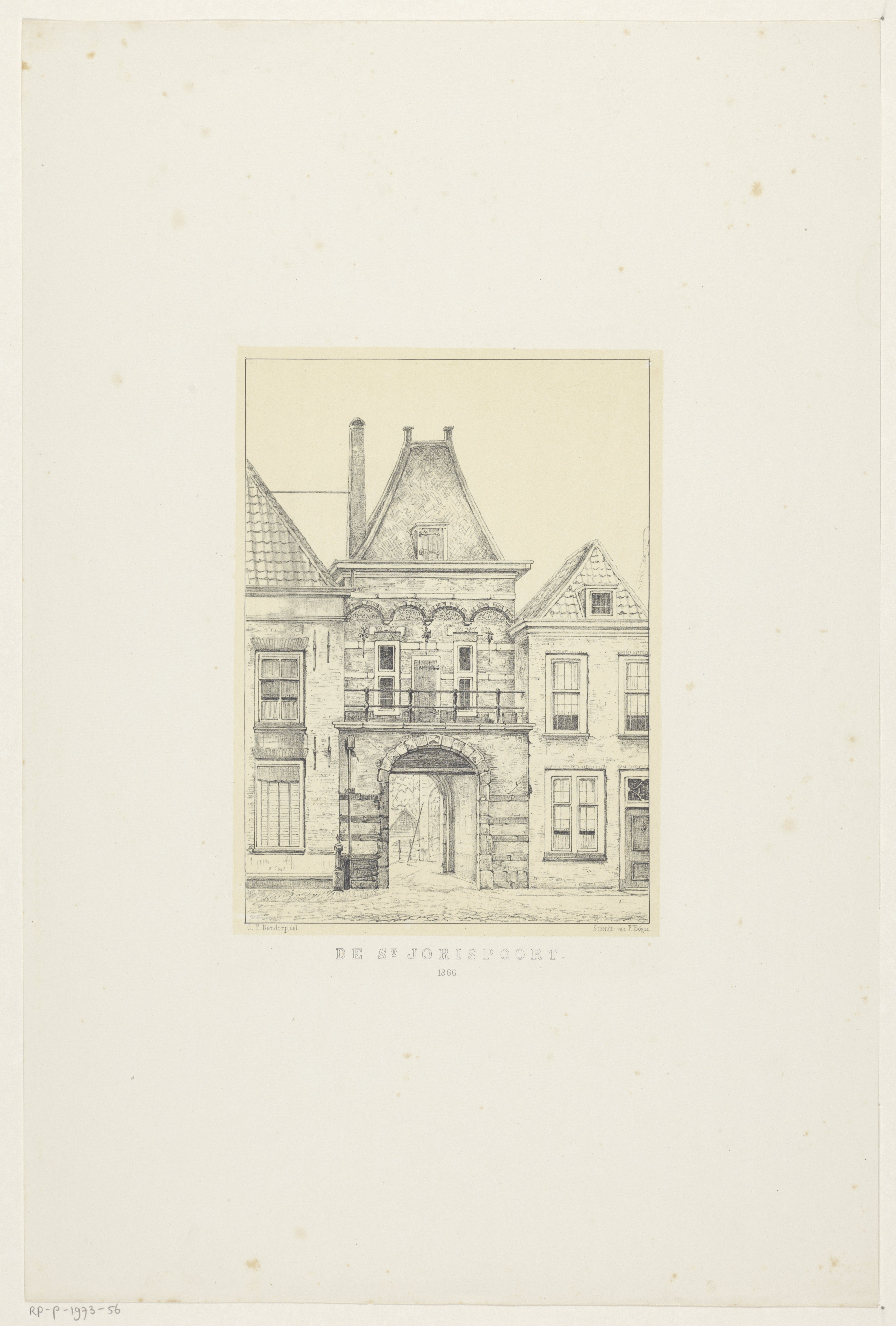
Carel Frederik Bendorp II, Sint-Jorispoort (stadszijde), 1872